# Wolfgang Burkhardtsmaier
Wolfgang Burkhardtsmaier (* 1913 in Heidenheim an der Brenz; †  3. Juli 1982 in Backnang) war ein deutscher Elektroingenieur.

## Berufliches Wirken
Nach seinem Abitur studierte Burkhardtsmaier 1932 Elektrotechnik und technische Mathematik an der TH Stuttgart. Danach wirkte er als wissenschaftlicher Assistent von 1936 bis 1939 an der TH Berlin, an der er auch 1941 mit der Dissertation Der Einfluß der Betriebsspannung auf die Blitzschlaggefahr bei Freileitungen: seine Ermittlung durch Modellversuche zum Dr.-Ing. promovierte.
Schon 1939 trat Burkhardtsmaier in das von Wilhelm Kummerer (1890–1951) geleitete Senderlaboratorium von Telefunken in Berlin ein, dem später – nunmehr in Ulm – Werner Buschbeck (1900–1974) vorstand. 1949 übernahm Burkhardtsmaier die Führung des Labors für Hochfrequenz-Wärmegeneratoren. In den nächsten Jahren folgten zusätzlich nacheinander die Labors für UKW-, TV- und Kurzwellen-Sender. So wurde unter seiner Federführung 1950 ein 10 kW-UKW-Röhrensender entwickelt, der zur ersten Generation von UKW-Sendern gehörte.
Schließlich wurde Burkhardtsmaier 1961 die Entwicklungsleitung des Fachgebiets Sender von Telefunken in Berlin übertragen, eine Stellung, die er bis 1974 innehatte. In diese Schaffensperiode fallen die Entwicklung der TV-, Kurzwellen- und Höchstleistungssender seit 1954 sowie der Beginn der Entwicklung der Pulsdauermodulation (PDM) im Jahre 1973 – davon zeugen auch zahlreiche Veröffentlichungen Burkhardtmaiers u. a. mit Buschbeck. 1975 wurde er zum wissenschaftlichen Hauptreferenten von Telefunken ernannt und übernahm als solcher die Abteilung technisch-wissenschaftliche Planung in der Bereichsentwicklung in Ulm, eine Position, die er bis zu seiner Pensionierung im Jahre 1977 bekleidete. Danach befasste er sich mit der Geschichte der Sendertechnik bei AEG-Telefunken.
Posthum erschien sein Buch über die Antennen- und Anlagentechnik bei AEG. Auf verständliche Weise beschreibt dort Burkhardtsmaier Sendeantennen für Längst,- Lang,- Mittel- und Kurzwelle, aber auch UKW- und TV-Sendeantennen. Des Weiteren geht Burkhardtsmaier auf den Energietransport in Sendeantennen ein, stellt Empfangsantennen für Lang- und Kurzwelle vor und gibt einen beispielhaften Einblick in die Anlagentechnik von Sendefunkstellen und Empfangsantennenanlagen – als da sind: Großfunkstelle Nauen (1906–1945), Sender Königs Wusterhausen (1915–1945), DCF77 Mainflingen (ab 1951), Sender Zeesen (1929–1945), Radio Vaticana (ab 1937), Radio Malta (ab 1974), Kurzwellensendeanlage Wertachtal (ab 1972), Norddeich Radio (ab 1906 bzw. 1929), Sendefunkstelle Elmshorn (ab 1942), Empfangsstation Utlandshörn (ab 1930), Geltow (1919–1926), Empfangstelle Beelitz (1926–1945) und Ersdorf (ab 1980).

## Schriften
- Berechnung der komplexen Nullstellen der Besselschen Funktionen erster Art. Leipzig: Hirzel (Sonderdruck aus: Deutsche Mathematik, 4. Jg., 1939, H. 1).
- mit A. Matthias: Der Schutzraum von Blitzfang-Vorrichtungen, in: Elektrotechnische Zeitschrift, Bd. 60, 1939, Nr. 24.
- Der Einfluß der Betriebsspannung auf die Blitzschlaggefahr bei Freileitungen: seine Ermittlung durch Modellversuche. Diss. TH Berlin 1940.
- mit U. Finkbein: Kreisgruppenantennen als Rund- und Richtstrahler, in: Elektrotechnik und Maschinenbau, Bd. 4., 1950, Nr. 8.
- Entwicklungsprobleme des Fernsehsenders, in: Telefunken-Zeitung, Bd. 24, 1951, Nr. 93.
- mit W. Buschbeck: Entkopplungsbrücken zur Parallelschaltung von Sendern des Kurzwellen- und UKW-Bereichs, in: Nachrichtentechnische Zeitschrift, Bd. 15, 1962, H. 4.
- Klystron television transmitter with automatic switching of standby amplifiers, in: Institution of Electrical Engineers, Conference Report Series 5, 1963.
- mit W. Buschbeck: Fernsehsender, in: Lehrbuch der drahtlosen Nachrichtentechnik, S. 225–288, Berlin: Springer 1963, ISBN 978-3-642-92863-5.
- mit W. Buschbeck, A. Egger, A. Ruhrmann: Senderverstärker und Neutralisation, in: Taschenbuch der Hochfrequenztechnik, 3., verb. Aufl., S. 1027–1079, Berlin: Springer 1968, ISBN 978-3-662-13082-7.
- mit W. Buschbeck, E. Kettel, A. Ruhrmann: Modulation, in: Taschenbuch der Hochfrequenztechnik, 3., verb. Aufl., S. 1289–1392, Berlin: Springer 1968, ISBN 978-3-662-13082-7.
- mit H. Krath, B. Alt, P. Bruger, G. Langel, E. Ossendorf, H. Pausch: Die Kurzwellen-Rundfunksendestelle im Wertachtal, in: Jahrbuch des elektrischen Nachrichtenwesens, Bd. 24, S. 288–354, Bad Windsheim: Wissenschaft und Leben 1973, ISBN 3-87862-124-8.
- Stand und Trend der Rundfunktechnik bei Mittel- und Kurzwellen, in: Nachrichtentechnische Zeitschrift, Bd. 29, 1976, H. 1, S. 48–50.
- 75 Jahre Sendertechnik bei AEG-Telefunken. Ulm: AEG-Telefunken 1979.
- Sender aus Berlin in alle Welt – 75 Jahre Sendertechnik, in: Nachrichtentechnische Zeitschrift, Bd. 33, 1980, H. 1, S. 17–21.
- Antennen- und Anlagentechnik bei AEG. Heidelberg: Hüthig Verlag, 1987, ISBN 3-7785-1621-3.

## Nachweise
1. 1 2  Wolfgang Burkhardtsmaier: Antennen- und Anlagentechnik bei AEG. Heidelberg: Hüthig Verlag, 1987, S. III (Kurzbiografie), ISBN 3-7785-1621-3
2. ↑  Wolfgang Burkhardtsmaier: Der Einfluß der Betriebsspannung auf die Blitzschlaggefahr bei Freileitungen: seine Ermittlung durch Modellversuche. Diss. TH Berlin 1940.
3. ↑  Jürgen Graaff: Senden, in: Telefunken nach 100 Jahren. Das Erbe einer deutschen Weltmarke, hrsgn. v. Erdmann Thiele, Berlin: Nicolaische Verlagsbuchhandlung 2003, S. 60–91 (hier: S. 71), ISBN 3-87584-961-2.
4. ↑  Wolfgang Burkhardtsmaier: 75 Jahre Sendertechnik bei AEG-Telefunken. Ulm: AEG-Telefunken 1979.
5. ↑  Sendestelle Nauen bei Berlin, Empfangsstelle Geltow bei Potsdam, Funkamt Beelitz (Schönefeld)
6. ↑  Empfangstelle Beelitz

| Personendaten    | Personendaten              |
| ---------------- | -------------------------- |
| NAME             | Burkhardtsmaier, Wolfgang  |
| KURZBESCHREIBUNG | deutscher Elektroingenieur |
| GEBURTSDATUM     | 1913                       |
| GEBURTSORT       | Heidenheim an der Brenz    |
| STERBEDATUM      | 3. Juli 1982               |
| STERBEORT        | Backnang                   |